# Jonas vagy a mester dolgozik
A Jonas vagy a mester dolgozik (amikor a művész visszazuhan a valóságba), Albert Camus elbeszélése.

## Bevezetés
Albert Camus a XX. századi izmusok korában élt és alkotott.

## Szereplők
- Gilbert Jonas, a festő
- Louise, Jonas felesége
- Rose, a háztartásvezetést segítő rokon
- kereskedő
- művészbarátok
- Jonas és Louise három gyermeke

## Helyszínek
- a fiatal Jonas otthona
- a felnőtt Jonas otthona
- a padlás

## Cselekmény
A tehetséges fiatal  festő felnő és családot alapít. Tehetsége lassan elenyészik, melynek két oka lehet. A családalapítással, s annak következményei miatt kiszorult a művészlétből. A másik a bürokrácia, amely felemészti a művészet szentségét. Nincsenek használható ötletei, szerencsecsillaga cserben hagyta.
Dekadens életvitelt folytat: iszik, éjszakázik, feleségét megcsalja. Mindeközben családja romokban hever (anyagi és érzelmi téren egyaránt).
Később barátja tanácsára belekezd egy képbe, melynek címe a „Munkásnő”. Megfestéséhez hónapokig bezárkózik, felköltözik a padlásra. E hónapokban felesége, a megtört asszony, fenntartja a háztartást, és támogatja férjét titokzatos törekvéseiben.
Jonas lejön a padlásról, s a megfestett műről lehull a lepel. A képen két szó áll:
„egyedüllét vagy együttlét”.